# Szegő Adrienn
Szegő Adrienn (Kazincbarcika, 1983. május 10. –) magyar színművésznő, énekesnő.

## Életpályája
1989–1997 között a miskolci Arany János Általános Iskola, 1997–2001 között a Herman Ottó Gimnázium tanulója volt. 2001–2005 között a Színház- és Filmművészeti Egyetem hallgatója volt, operett-musical szakon. Diplomaszerzése után a Miskolci Nemzeti Színház tagja lett. 2009-ben úgy döntött, hogy pályáját egy óceánjáró énekes szólistájaként folytatja. Rendszeresen szerepel osztrák és német előadásokban. Münchenben él.
1998–2001 között Eperjesi Erikától, 2001–2002 között Gencsy Sáritól, 2002-től Kővári Judittól tanult hangképzést.

## Fontosabb színházi szerepei
- Alain Boublil – Claude-Michel Schönberg: Miss Saigon (Kim)
- Tasnádi István: A kokainfutár (Anya)
- Stephen Sondheim: A kis éji zene (Anne)
- P. Barillet – J. P. Grédy: A kaktusz virága (Antonia)
- Jerry Bock: Hegedűs a háztetőn (Fruma Sára)
- Dan Goggin: Apácák (Mária Amnézia)
- Tasnádi István: Démonológia (Linda Torch)
- Terence McNally: Mesterkurzus (Sharon Graham)
- Kocsák Tibor – Miklós Tibor: Légy jó mindhalálig (Nyilas Misi)
- R. Rodgers – O. Hammerstein: A muzsika hangja (Liza)
- Presser Gábor – Sztevanovity Dusán: A padlás (Süni)
- Zerkovitz Béla – Molnár Ferenc: Doktor úr (Sárkányné)
- Lionel Bart: Twist Oliver (Nancy)
- Frank Wildhorn – Leslie Bricusse: Jekyll & Hyde (Lucy)
- A. L. Webber: Volt egyszer egy csapat (Bernadett)

## Filmes és televíziós szerepei
- Egy szavazat (2006)